# Міхал Возняк
Міхал Возняк (пол. Michał Woźniak; 1875–1942) — блаженний Римо-католицької церкви, священик, мученик. Входить в число 108 блаженних польських мучеників, беатифікованих папою Іваном Павлом II під час його відвідин Варшави 13 червня 1999 року.

## Біографія
З 1897—1900 роках Міхал Возняк навчався в салезіанському навчальному закладі в Ломбріаско, біля Турина. У 1902 році вступив у Вищу духовну семінарію у Варшаві. 20 вересня 1906 року висвячений на священика, після чого займався душпастирською діяльністю в різних парафіях. У жовтні 1909 року призначений адміністратором парафії у Вишневі, де завдяки його діяльності в Католицьку церкву повернулися близько 100 осіб, які до цього дотримувались вченню маріавізму. З 11 лютого 1911 року був переведений на парафію села Хойната, де він прослужив 10 років. З 11 жовтня 1920 року виконував обов'язки декана Ядовського деканату. Під його керівництвом була побудована церква в неоготичному стилі, яка була зруйнована російськими військами у 1915 році. У січні 1923 року був призначений на посаду настоятеля парафії міста Кутно.
6 жовтня 1941 року Міхал Возняк заарештований німецькою окупаційною владою і 30 жовтня 1941 року відправлений до концентраційного табору Дахау, де загинув 16 травня 1942 року.

## Прославлення
Після смерті Міхала Возняка залишився його особистий щоденник, який він вів з 1911 по 1940 роки. Цей щоденник був опублікований священиком Л. Круликом під назвами «Kronika Parafii Chojnata» («Хроніка парафії Хойната») і «Wspomnienia» («Спогади»).
13 червня 1999 року Міхал Возняк беатифікований папою Іваном Павлом II разом з іншими польськими мучениками Другої світової війни.